# Галерија грбова Северне Македоније
Галерија грбова Северне Македоније обухвата актуелни грб Северне Македоније, историјске грбове Македоније и грбове македонских општина.

## Актуелни грб Северне Македоније
- Грб Републике Македоније од 2009. без петокраке црвене звезде

## Грб председника Северне Македоније
- Грб Председника Републике Македоније од 2009.

## Историјски грбови Северне Македоније
- Грб Македоније из 1340.[1][2]
- Македонски грб из 1595.
- Македонски грб из 1614.
- Македонски грб из 1620.
- Стилизован македонски грб из 1620.
- Грб Македоније из 1694.
- Грб Македоније из 17. века
- Грб Македоније из 1741.
- Грб ДФ Македоније 
(1944—1946)
- Грб НР/СР Македоније 
(1946—1991)
- Грб Републике Македоније 
(1991—2009)
- Предлог за државни грб из 1992.
- Предлог за државни грб из 2014.[3]

## Грбови македонских општина
- Грб општине
 Аеродром
- Грб општине
 Арачиново
- Грб општине
 Берово
- Грб општине
Битољ
- Грб општине
Богданци
- Грб општине
 Боговиње
- Грб општине
 Босилово
- Грб општине
 Брвеница
- Грб општине
 Бутел
- Грб општине
 Валандово
- Грб општине
 Василево
- Грб општине
 Вевчани
- Грб општине
 Велес
- Грб општине
Виница
- Грб општине
Врапчиште
- Грб општине
 Гази Баба
- Грб општине
Гостивар
- Грб општине
 Градско
- Грб општине
Дебар
- Грб општине
 Дебарца
- Грб општине
Делчево
- Грб општине
 Демир Капија
- Грб општине
Демир Хисар
- Грб општине
 Дојран
- Грб општине
 Долнени
- Грб општине
Ђевђелија
- Грб општине
 Ђорче Петров
- Грб општине
 Желино
- Грб општине
Зајас
- Грб општине
Зелениково
- Грб општине
Зрновци
- Грб општине
Илинден
- Грб општине
Јегуновце
- Грб општине
Кавадарци
- Грб општине
 Карбинци
- Грб општине
Карпош
- Грб општине
 Кисела Вода
- Грб општине
 Кичево
- Грб општине
 Конче
- Грб општине
 Кочани
- Грб општине
 Кратово
- Грб општине
 Крива Паланка
- Грб општине
 Кривогаштани
- Грб општине
 Крушево
- Грб општине
 Куманово
- Грб општине
 Липково
- Грб општине
 Лозово
- Грб општине
Маврово
- Грб општине
 Македонска Каменица
- Грб општине
 Македонски Брод
- Грб општине
 Могила
- Грб општине
Неготино
- Грб општине
 Новаци
- Грб општине
Ново Село
- Грб општине
Осломеј
- Грб општине
 Охрид
- Грб општине
 Петровец
- Грб општине
 Пехчево
- Грб општине
 Пласница
- Грб општине
 Прилеп
- Грб општине
 Пробиштип
- Грб општине
Радовиште
- Грб општине
 Ранковце
- Грб општине
 Ресан
- Грб општине
 Росоман
- Грб општине
 Сарај
- Грб општине
 Свети Никола
- Грб општине
 Сопиште
- Грб општине
 Старо Нагоричане
- Грб општине
 Струга
- Грб општине
 Струмица
- Грб општине
 Студеничани
- Грб општине
 Теарце
- Грб општине
 Тетово
- Грб општине
 Центар
- Грб општине
 Центар Жупа
- Грб општине
 Чаир
- Грб општине
Чашка
- Грб општине
 Чешиново-Облешево
- Грб општине
 Чучер-Сандево
- Грб општине
 Штип
- Грб општине
 Шуто Оризари